# Sortkindet dværgpapegøje
Sortkindet dværgpapegøje (Agapornis nigrigenis) er en dværgpapegøje, der lever i skovene langs flodbredder i det sydvestlige Zambia samt det nordøstlige Namibia, det nordlige Botswana og den vestlige del af Zimbabwe.
Sortkindet dværgpapegøje er indenfor fugleopdræt en relativ almindelig dværgpapegøje, der også kaldes sodbrunhovedet dværgpapegøje. Denne er ynglevillig og har et behageligt temperament. Kan holdes sammen med andre fugle. Der er opstået enkelte mutationer indenfor denne art.